# Exelon
Exelon Corporation (Exelon) ist ein großer US-amerikanischer Energieversorger mit Hauptsitz in Chicago. Das Unternehmen ist im Aktienindex S&P 500 und im Dow Jones Utility Average gelistet. Das Unternehmen entstand im Oktober 2000 durch die Fusion der Unternehmen PECO Energy Company aus Philadelphia und Unicom aus Chicago (dem Commonwealth Edison gehörte).

## Kennzahlen
Exelon hatte 2015 5,2 Millionen Strom-Kunden und in Philadelphia 460.000 Gas-Kunden.
Laut eigenen Angaben hatte Exelon im Jahr 2015 in den USA ca. 34.000 Beschäftigte und erwirtschaftete im selben Jahr einen Umsatz von 34,5 Mrd. USD. Für 2015 wird auch ein Umsatz von 29,45 Mrd. USD und ein Gewinn von 2,27 Mrd. USD genannt.

## Übernahmen

### AmerGen
AmerGen Energy Company LLC wurde 1997 als Joint Venture zwischen PECO Energy, einer der beiden Vorgängerfirmen von Exelon und British Energy (BE) gegründet. 2003 erwarb Exelon den 50 % Anteil von BE für 276,5 Mio. USD. Eigentlich wollte Florida Power & Light den Anteil von BE für diesen Betrag übernehmen, aber Exelon übte sein Vorkaufsrecht aus. Dadurch wurde Exelon zum alleinigen Eigentümer der Kernkraftwerke Clinton, Oyster Creek und Three Mile Island. Am 8. Januar 2009 gab Exelon bekannt, dass die Kernkraftwerke von AmerGen auf die Exelon Nuclear übertragen werden und AmerGen aufgelöst wird. Die Nuclear Regulatory Commission NRC hatte im Dezember 2008 dem Übertrag der Betriebsbewilligungen für die Kernkraftwerke zugestimmt.

### Constellation
Constellation Energy und Électricité de France (EDF) gründeten 2007 das Gemeinschaftsunternehmen UniStar Nuclear Energy, um in den USA bis zu 4 neue Kernkraftwerke zu errichten. 2009 erwarb EDF 49,99 % an der Constellation Energy Nuclear Group (CENG), der Kernkraftwerkstochter von Constellation für 4,5 Mrd. USD. Im April 2011 gab Exelon bekannt, dass es Constellation für 7,9 Mrd. USD übernehmen wolle. Laut Constellation war die Übernahme im März 2012 abgeschlossen. Im Juli 2013 gaben Exelon und EDF bekannt, dass EDF eine Option erhält, seinen Anteil an CENG zwischen Januar 2016 und Juni 2022 zu einem fairen Marktpreis an Exelon zu verkaufen. Des Weiteren würde bei der NRC ein Antrag gestellt, die Betriebsbewilligungen für die Kernkraftwerke Calvert Cliffs, Nine Mile Point und R. E. Ginna von CENG auf Exelon zu übertragen. Die NRC genehmigte die Übertragung der Betriebsbewilligungen im März 2014.

### Sonstige
Die am 30. Juni 2005 begonnene Fusion von Exelon mit dem Unternehmen Public Service Electric and Gas Company aus New Jersey scheiterte. Pepco Holdings wurde im März 2016 für 6,8 Mrd. USD übernommen.

## Tochtergesellschaften
Laut eigenen Angaben hatte Exelon u. a. folgende Tochtergesellschaften (Stand August 2016):
- Baltimore Gas and Electric Company (BGE)
- Commonwealth Edison (ComEd)
- PECO Energy Company

## Kernkraftwerke
Laut WSJ wurde Exelon in den 1990er Jahren zum größten Betreiber von Kernkraftwerken in den USA. Die Exelon Generation Company, LLC besitzt bzw. betreibt in den USA die folgenden Kernkraftwerke (Stand September 2019):
| Name des Kraftwerks | Block | Inst. Leistung (MW) | Netzsynchronisation | Betriebsbewilligung bis | Abschaltung |
| ------------------- | ----- | ------------------- | ------------------- | ----------------------- | ----------- |
| Braidwood           | 1     | 1.240               | 12.07.1987          | 17.10.2046              |             |
|                     | 2     | 1.213               | 25.05.1988          | 18.12.2047              |             |
| Byron               | 1     | 1.225               | 01.03.1985          | 31.10.2044              |             |
|                     | 2     | 1.196               | 06.02.1987          | 06.11.2046              |             |
| Calvert Cliffs      | 1     | 918                 | 03.01.1975          | 31.07.2034              |             |
|                     | 2     | 911                 | 07.12.1976          | 13.08.2036              |             |
| Clinton             | 1     | 1.098               | 24.04.1987          | 29.10.2026              |             |
| Dresden             | 2     | 913                 | 13.04.1970          | 22.10.2029              |             |
|                     | 3     | 913                 | 22.07.1971          | 12.01.2031              |             |
| Lasalle             | 1     | 1.177               | 04.09.1982          | 17.04.2022              |             |
|                     | 2     | 1.179               | 20.04.1984          | 16.12.2023              |             |
| Limerick            | 1     | 1.194               | 13.04.1985          | 26.10.2044              |             |
|                     | 2     | 1.194               | 01.09.1989          | 22.06.2049              |             |
| Nine Mile Point     | 1     | 642                 | 09.11.1969          | 22.08.2029              |             |
|                     | 2     | 1.205               | 08.08.1987          | 31.10.2046              |             |
| Peach Bottom        | 1     | 1.171               | 18.02.1974          | 08.08.2033              |             |
|                     | 2     | 1.171               | 01.09.1974          | 02.07.2034              |             |
| Quad Cities         | 1     | 912                 | 12.04.1972          | 14.12.2032              |             |
|                     | 2     | 912                 | 23.05.1972          | 14.12.2032              |             |
| R. E. Ginna         | 1     | 608                 | 02.12.1969          | 18.09.2029              |             |
| Salem               | 1     | 1.228               | 25.12.1976          | 13.08.2036              |             |
|                     | 2     | 1.170               | 03.06.1981          | 18.04.2040              |             |

Anmerkungen
1. ↑  Salem ist im Besitz von PSEG (57 %) und Exelon (43 %) und wird von PSEG betrieben.

### Betriebsbewilligung
In den USA wird die Betriebsbewilligung (engl. license) für ein Kernkraftwerk von der Nuclear Regulatory Commission zunächst für einen Zeitraum von bis zu 40 Jahren erteilt. Der Zeitraum von 40 Jahren basierte ursprünglich auf dem Zeitraum für die Abschreibung von Anlagevermögen. Der Atomic Energy Act of 1954 erlaubt eine (auch mehrmalige) Verlängerung der Betriebserlaubnis um jeweils 20 Jahre.

### Wirtschaftlichkeit
Laut einem Bericht der Chicago Tribune haben die 6 Kernkraftwerke von Exelon im Bundesstaat Illinois seit Jahren Verluste eingefahren. Ursache dafür sei, dass die Großhandelspreise für Strom auf ein 15-Jahres-Tief gefallen sind. Der Großhandelspreis fiel im Falle des Kernkraftwerks Clinton von 42 USD pro MWh im Jahre 2008 auf nur noch 22 USD im Jahre 2009. Die Gestehungskosten von Clinton würden aber bei geschätzten 45 bis 55 USD je MWh liegen. Im Jahre 2013 kam es zeitweise auch zu negativen Strompreisen: im Falle Clintons betrugen diese durchschnittlich 53 USD je MWh.
Am 2. Juni 2016 gab Exelon bekannt, dass die Kernkraftwerke Clinton und Quad Cities am 1. Juni 2017 bzw. am 1. Juni 2018 stillgelegt werden sollen, da sie in den letzten 7 Jahren einen Verlust von zusammen 800 Mio. USD eingefahren hätten. Die Stilllegungspläne wurden jedoch zurückgezogen, nachdem der Gouverneur von Illinois, Bruce Rauner, im Dezember 2016 das Gesetz Senate Bill 2814 unterzeichnet hatte. Die Kraftwerke sollen jetzt für weitere 10 Jahre in Betrieb bleiben. Exelon wird jährlich 235 Mio. USD an Subventionen erhalten, um die Verluste durch den Betrieb der beiden Kernkraftwerke Clinton und Quad Cities auszugleichen. Laut Forbes wird Illinois Strom aus den beiden Kernkraftwerken in Zukunft mit 1 US-cent pro kWh subventionieren. Die Subventionen für Strom aus Windkraft lagen in Illinois bei 2,3 US-cent und die für Solaranlagen bei 21 US-cent pro kWh.